# Bené Ximon
Bené Ximon (en hebreu, בני שמעון) és un consell regional del districte del Sud d'Israel.
El municipi de Bené Ximon agrupa els següents nuclis de població:
- Quibuts: Bet Qamà (בית קמה), Devirà (דבירה), Hatserim (חצרים), Keramim (כרמים), Lahav (להב), Mixmar ha-Néguev (משמר הנגב) Xoval (שובל) i Xomeriyyà (שומרייה).
- Moixav: Beroix (ברוש), Nevatim (נבטים), Teaixur (תאשור) i Tidhar (תדהר).
- Pobles: Givot Bar